# Catachlorops rubiginosus
Catachlorops rubiginosus är en tvåvingeart som först beskrevs av Kyle Summers 1911.  Catachlorops rubiginosus ingår i släktet Catachlorops och familjen bromsar. Inga underarter finns listade i Catalogue of Life.